# قهوه‌ای‌بالان لازیوماتا
 قهوه‌ای‌بالان لازیوماتا(نام علمی: Lasiommata) نام یک سرده از تیره فرچه‌پایان است.

## نگارخانه

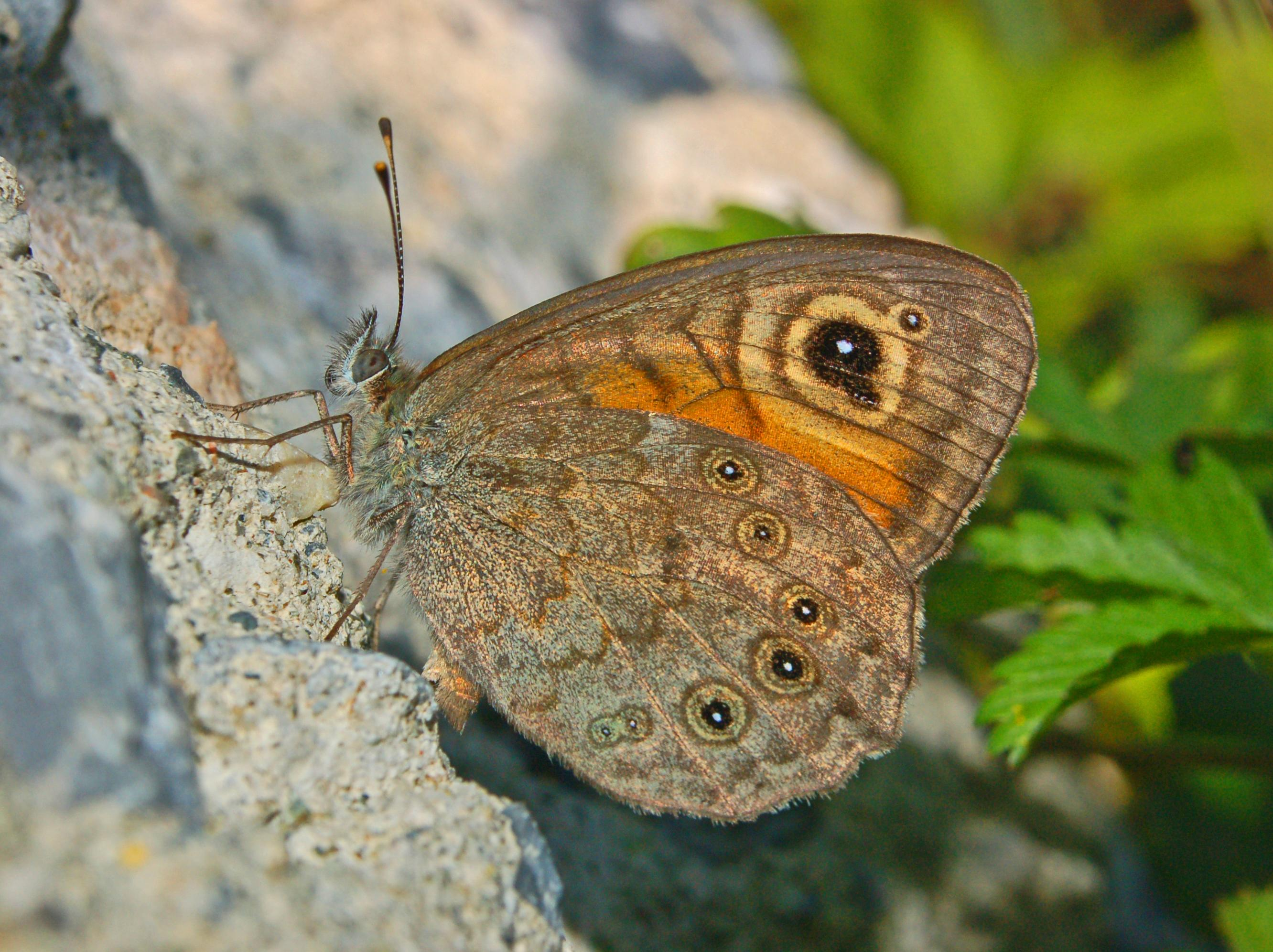
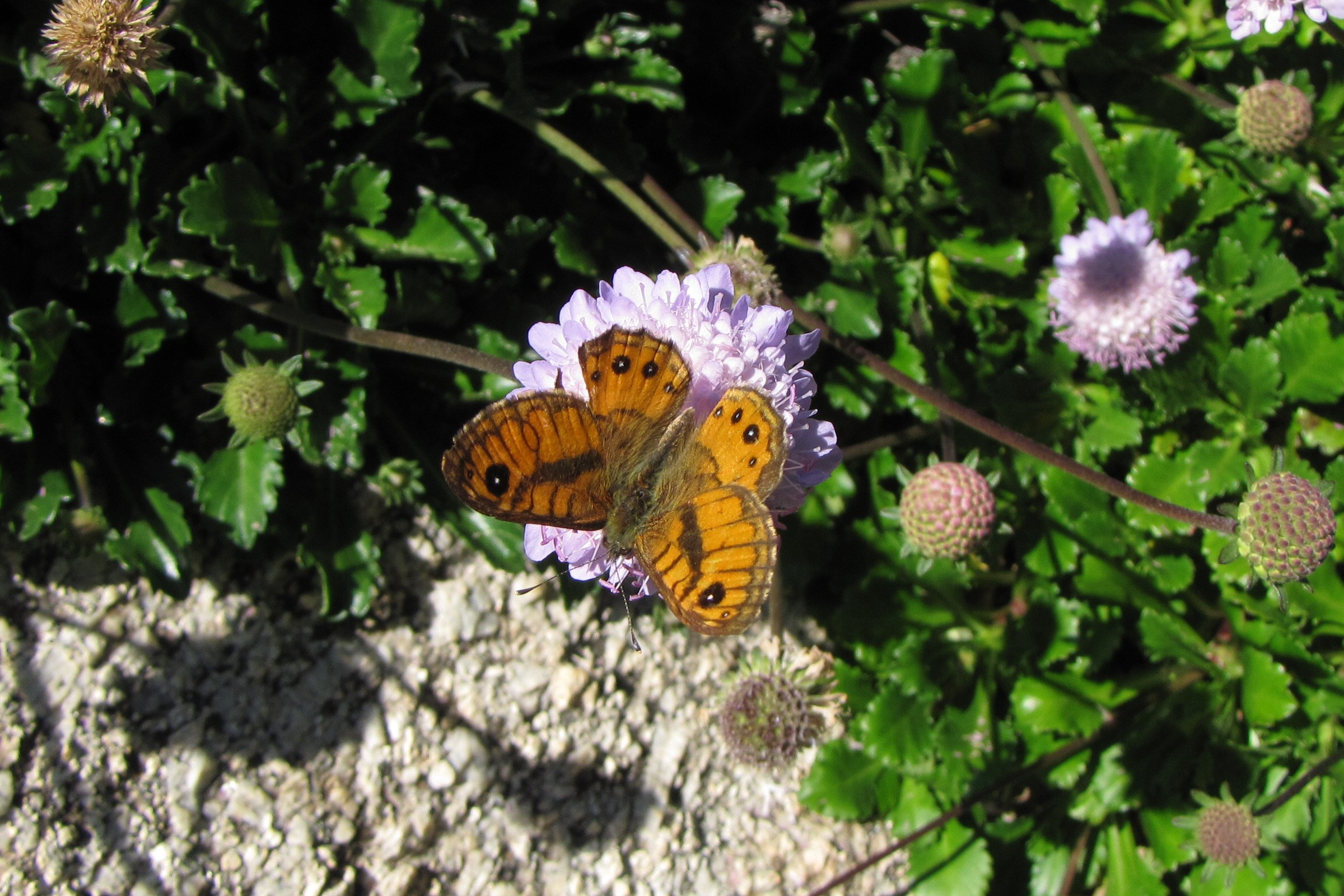
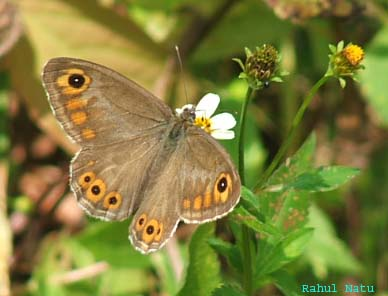
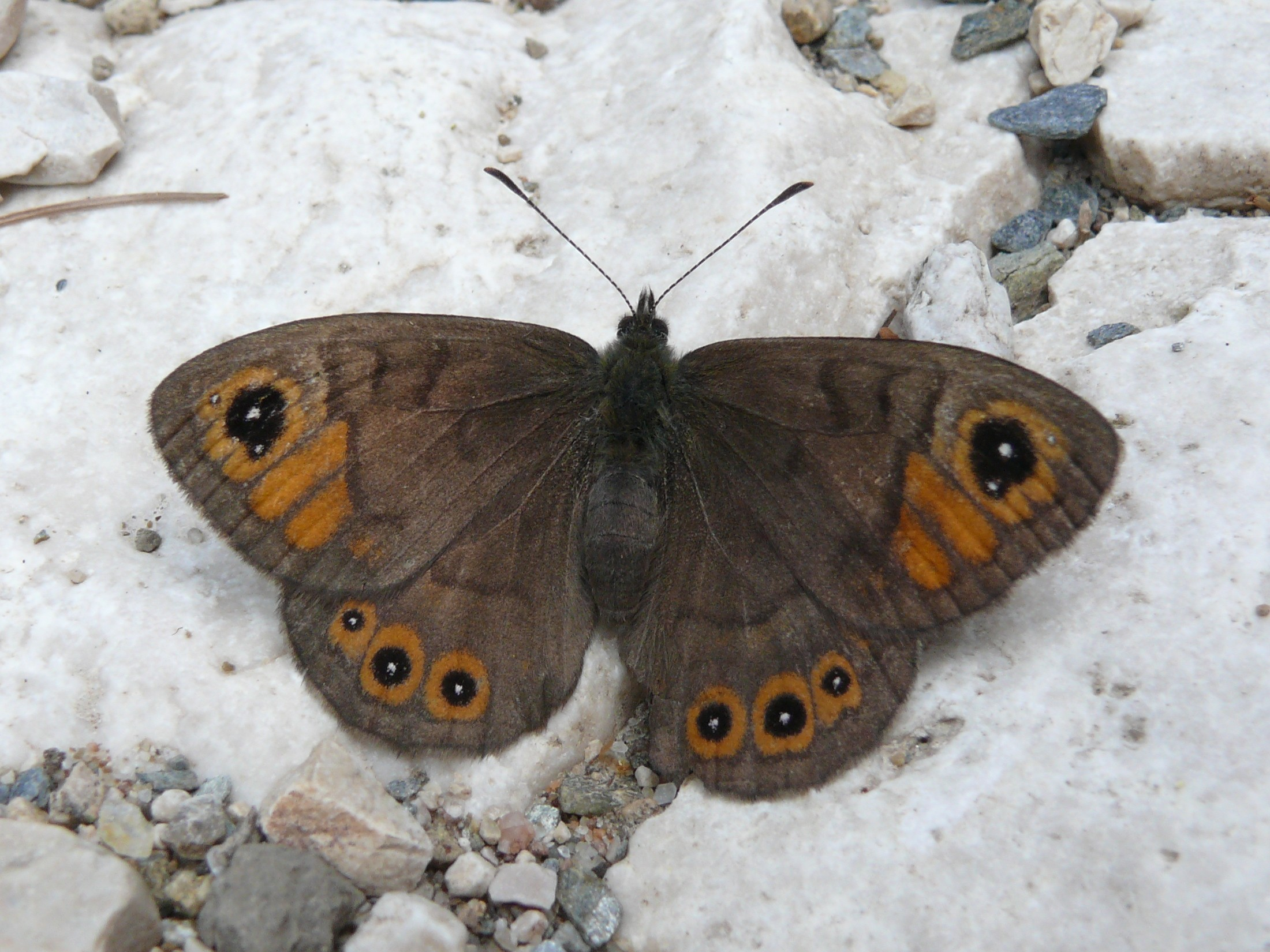